# Kukła
Kukła – wyobrażenie, zwykle karykaturalne lub alegoryczne, postaci ludzkiej lub zwierzęcej. W obrzędach regionalnych wykonana do rytualnego zniszczenia (topienie, palenie) w porze wiosennego lub zimowego przesilenia, symbolizującego wypędzanie zła nagromadzonego przez rok (np. Año viejo, Marzanna,  również: Wieszanie Judasza, Judosz). Obecnie wykorzystywana jako karnawałowa atrakcja turystyczna lub w demonstracjach politycznych.

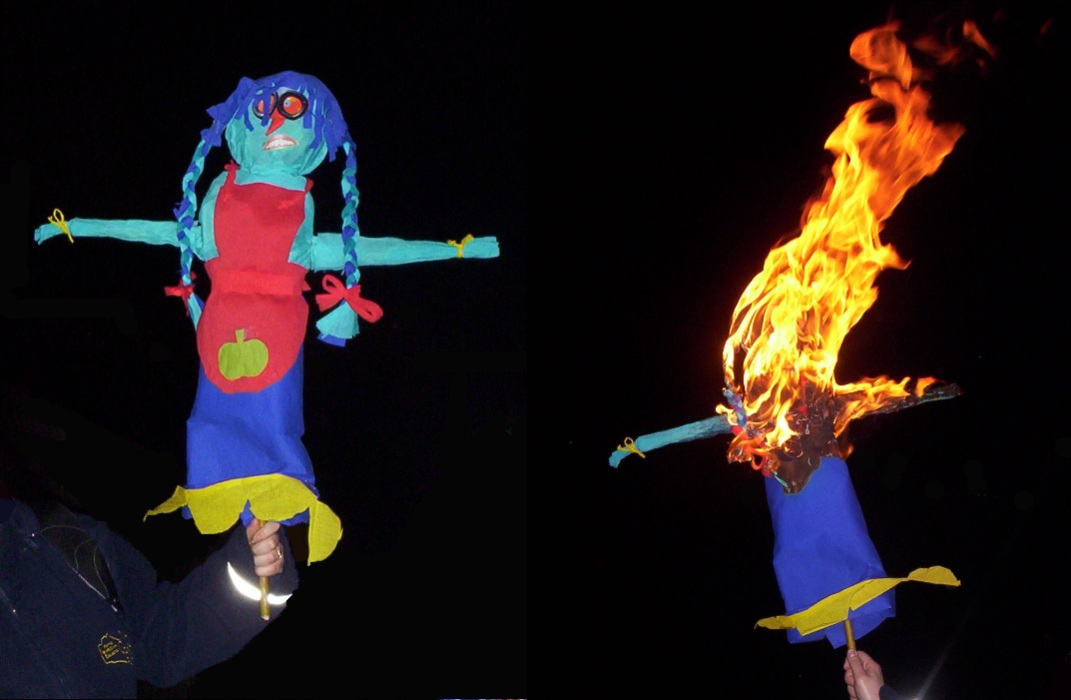
Marzanna
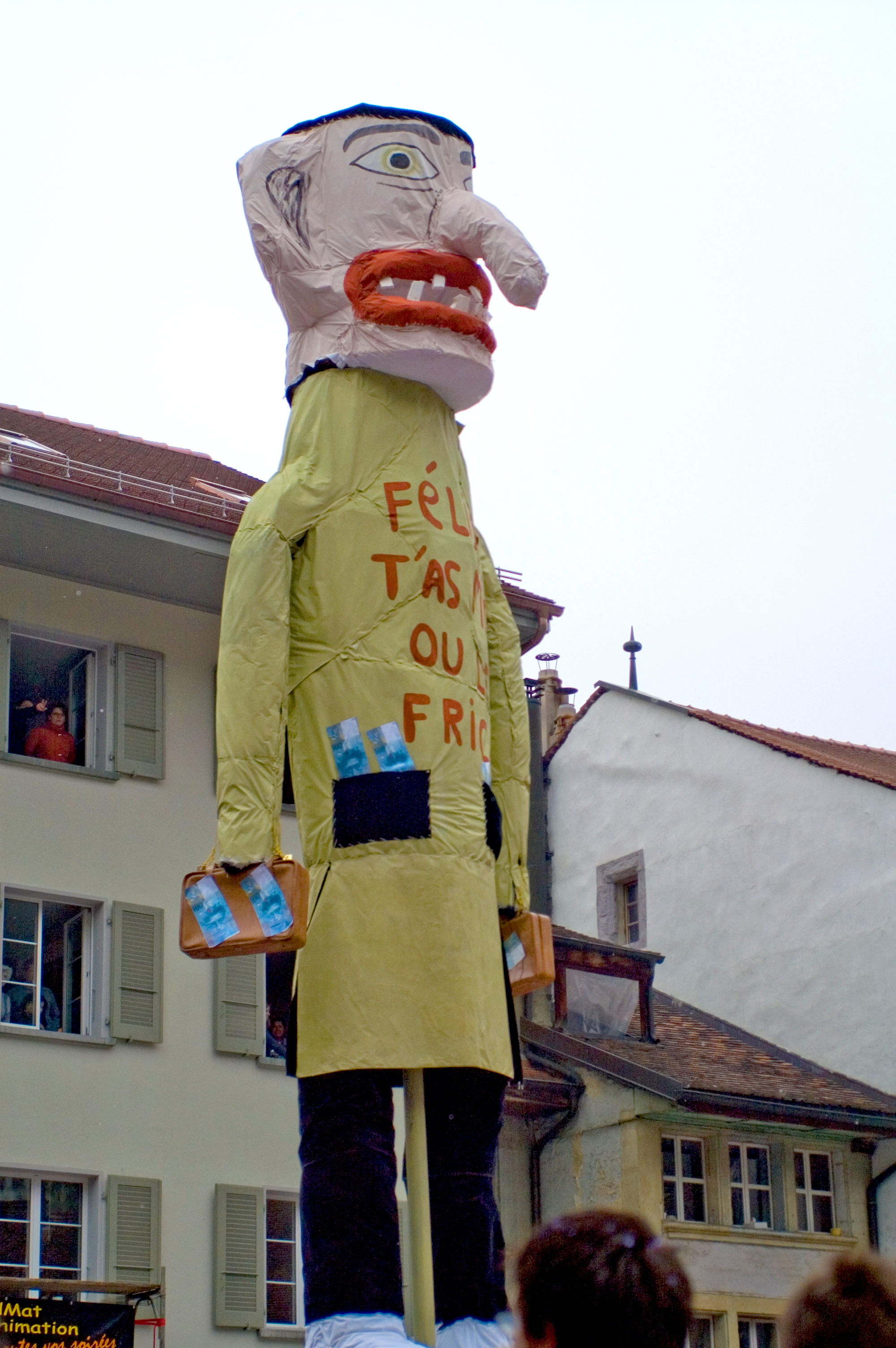
Carnaval des Bolzes(inne języki) kukła Rababou
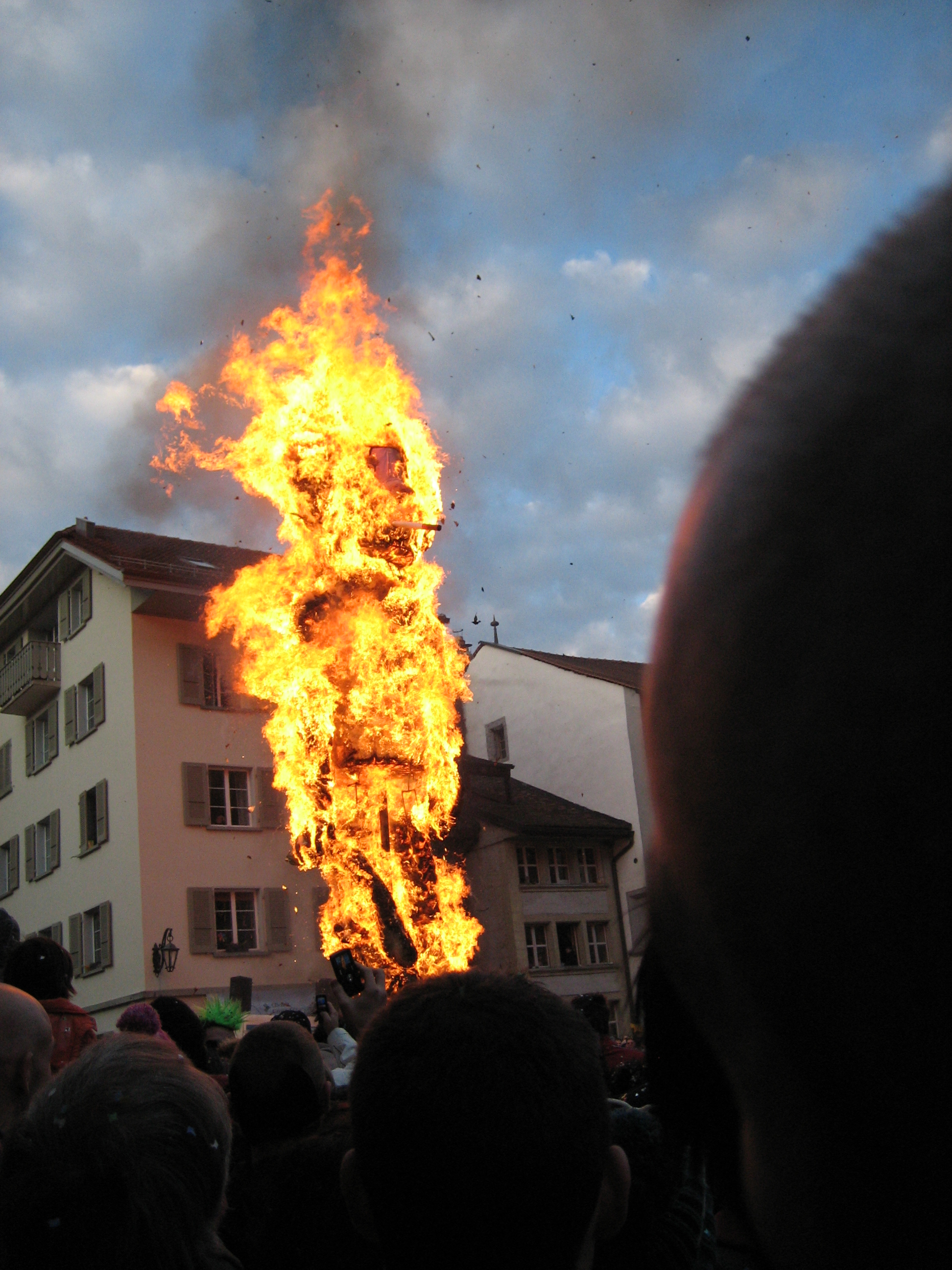
palenie Rababou
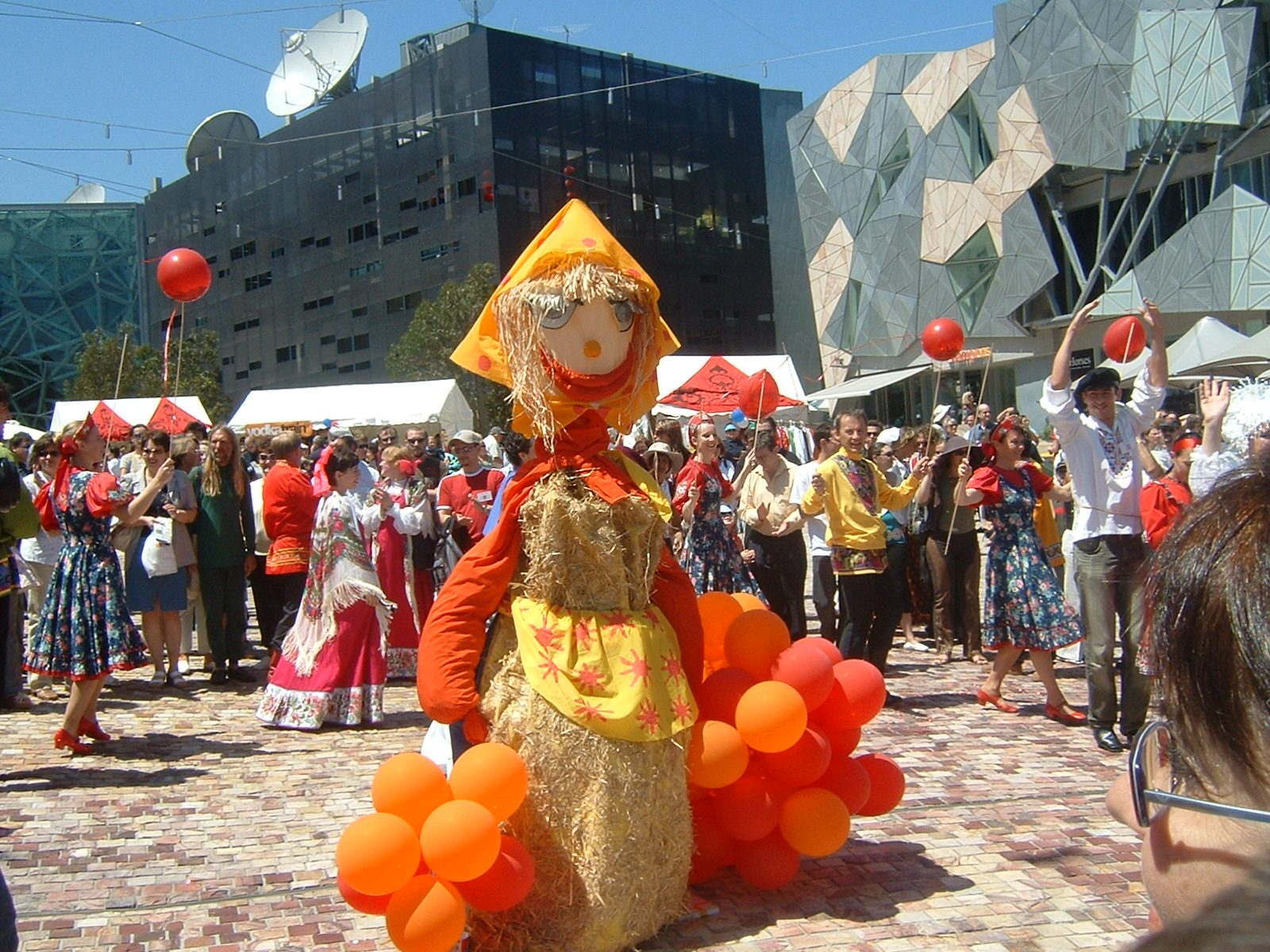
Maslenica
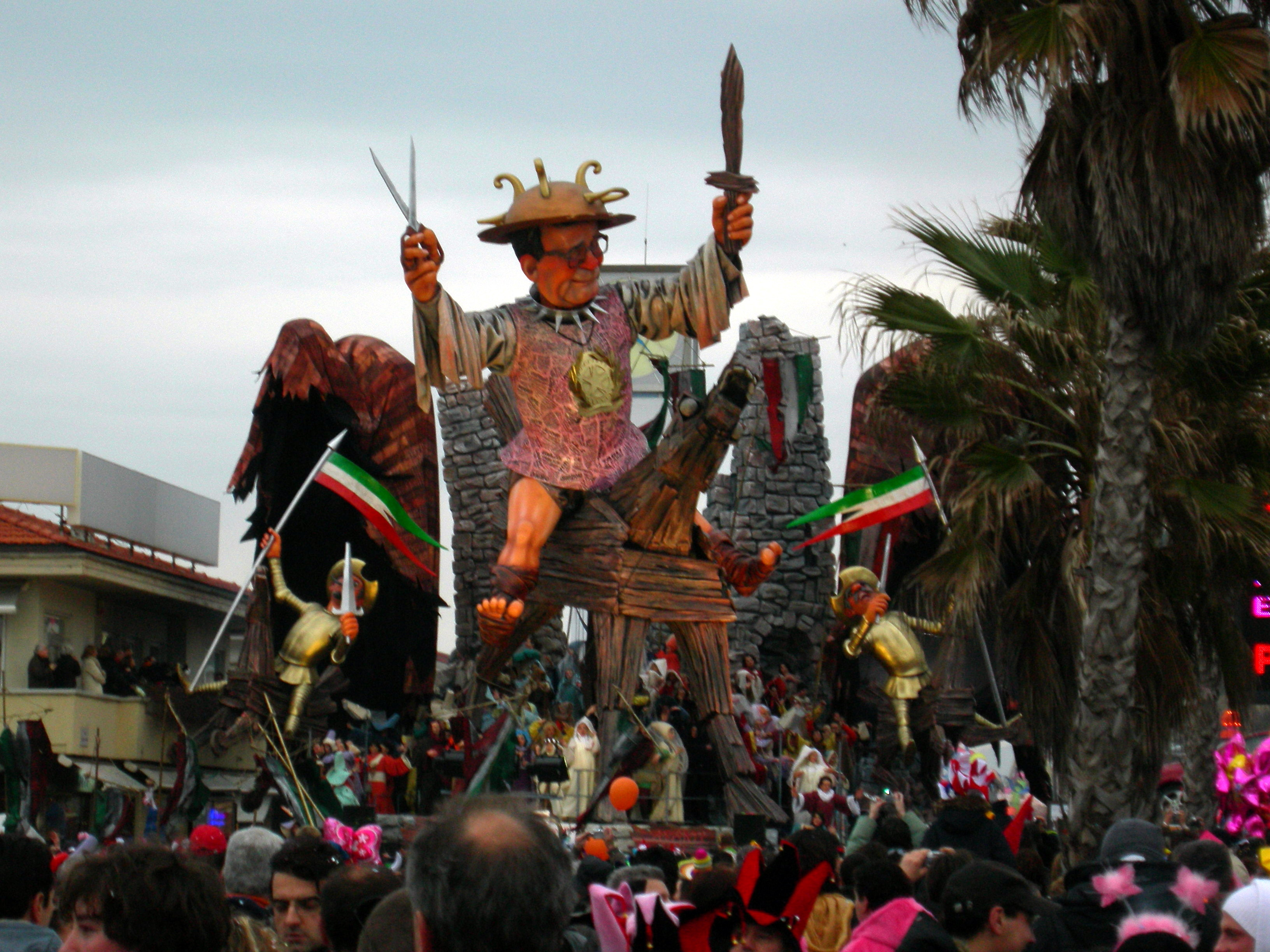
kukły karnawałowe w Viareggio
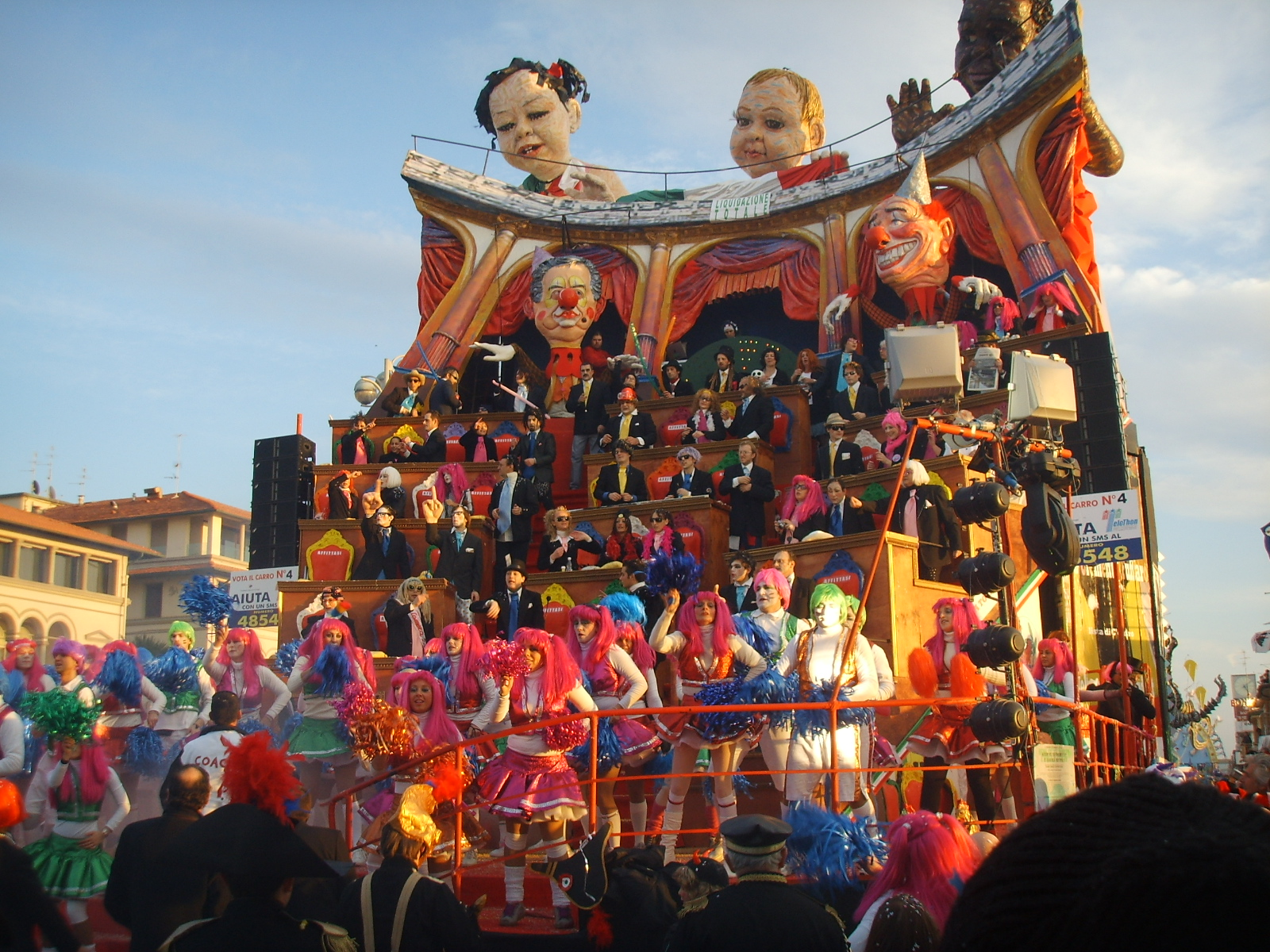
karnawał w Viareggio
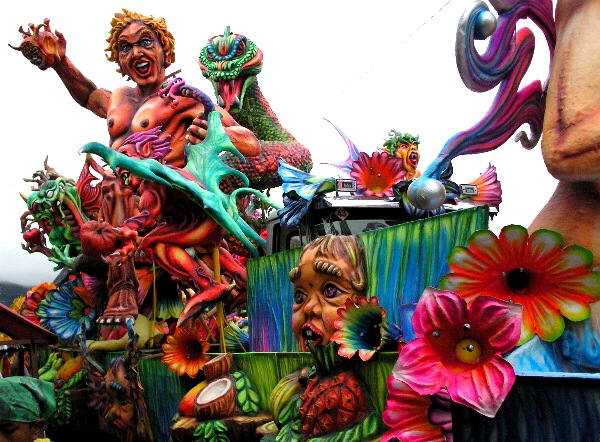
Blacks and Whites Carnival, Pasto, Kolumbia
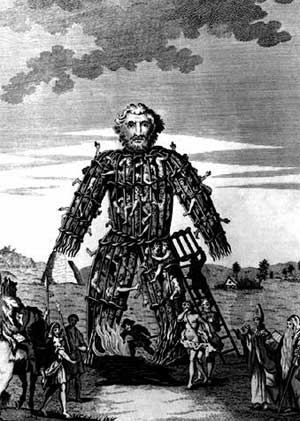
wicker man
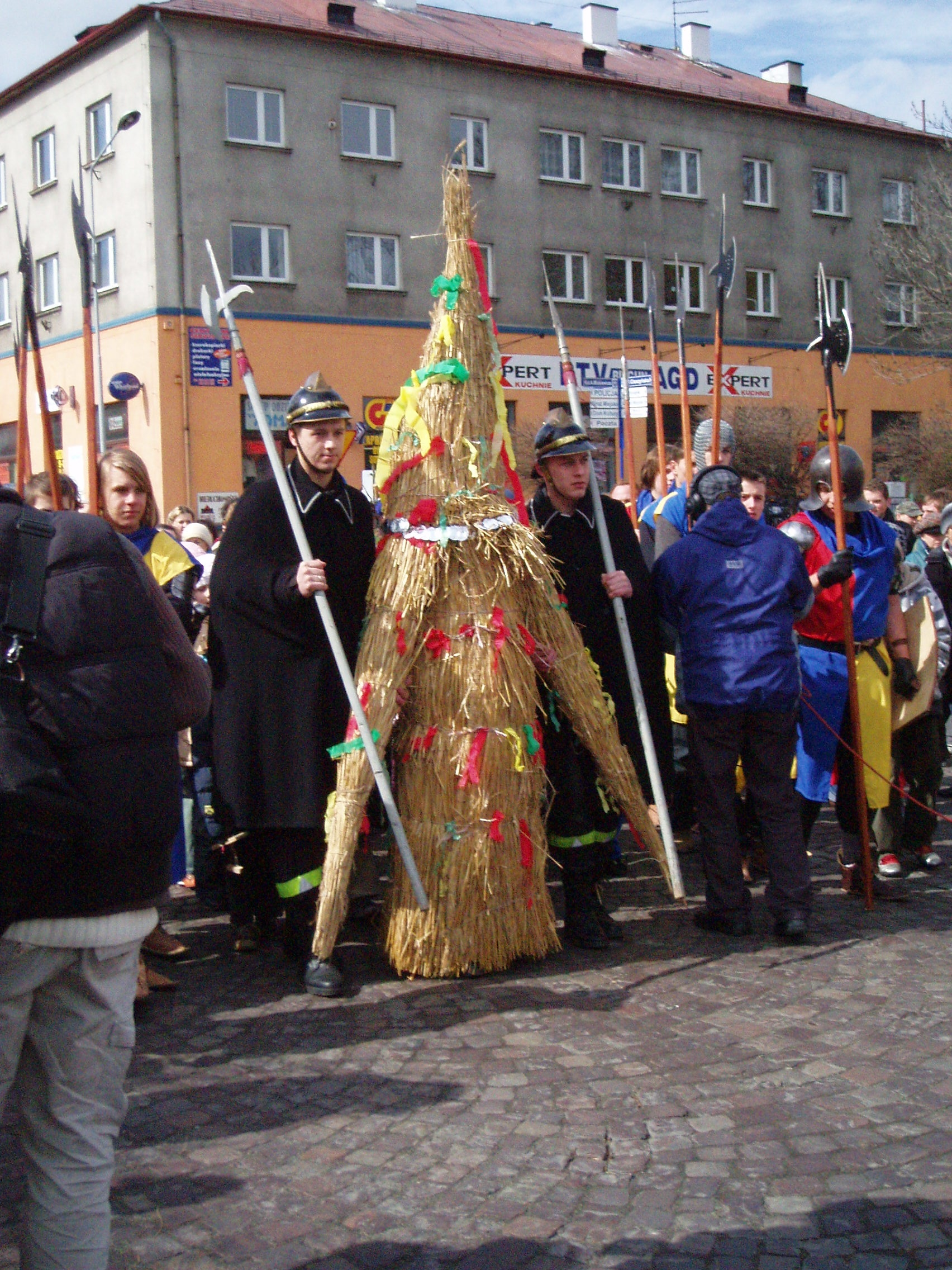
Judosz